# Suuri sydän
Suuri sydän è l'album di debutto della cantante finlandese Laura Närhi, pubblicato il 18 agosto 2010 su etichetta discografica Warner Music Finland.

## Tracce
1. Kaksi irrallaan – 4:47
2. Jää mun luo – 4:40
3. Jokainen yö – 4:11
4. Tämä on totta – 4:34
5. Salaa yksinäinen nainen – 5:18
6. Julma valo – 4:23
7. Mä annan sut pois – 5:22
8. Hiljaisia päiviä – 4:20
9. Jos sä pyydät mä palaan – 5:03
10. Suuri sydän – 3:51

## Classifiche
| Classifica (2010) | Posizione massima |
| ----------------- | ----------------- |
| Finlandia         | 3                 |